# 統計的プロセス制御
統計的プロセス制御（とうけいてきプロセスせいぎょ、英: statistical process control, SPC）は、製造工程を視覚的に監視する手法である。管理図を用い、少数の標本を頻繁に採取することで、品質に影響のあるような工程の変化を検出する。製造された製品にはばらつきがあり、そのばらつきはいくつかの工程のパラメータに起因しているという考え方で、SPC ではそれらパラメータを制御することで最終的な製品の品質を制御しようとする。SPC は費用効果が大きい。製品制御（product control）方式では、全工程を経て完成した製品を全て検査して基準に達しないものを排除する。これに比べると SPC は製造工程の途中で標本を集め、データを採取するため、効率がよい。

## 歴史
統計的プロセス制御はウォルター・A・シューハートが提唱し、エドワーズ・デミングがこれを第二次世界大戦中にアメリカ合衆国での工業生産の効率化に用いて多大な効果をあげた。また、デミングは戦後の日本に SPC をもたらした。シューハートは注意深く設計された実験によって管理図と統計的制御の概念の基礎を築いた。シューハートは純粋数学的な統計学の理論から出発し、実際の製造工程で収集したデータが決して「正規分布曲線」を描かないことに気づいた。彼は製造業のデータが自然界のデータ（粒子のブラウン運動など）とは異なる振る舞いを見せることを発見した。シューハートは、あらゆる製造工程にはばらつきがあるが、工程によってばらつきを生じる度合いが異なり、しかもその原因は常に同じではないという結論に達した。

## 概要
古典的な品質管理では、完成品を全品検査することで品質を制御する。一方統計的プロセス制御では統計学のツールを用いて製造ラインの能率を測り、不合格品を生じる可能性の有意な偏差を予測する。
この前提として、製造工程には常に可変性があるとされる。製品製造工程の特性は正常に機能している時でも設計とは微妙に異なり、そのような偏差を統計的に分析することで工程を制御する。例えば、朝食用シリアルの梱包ラインで、それぞれの箱に500グラムのシリアルを詰めるよう設計されていたとする。しかし実際には、一部の箱に500グラムより若干多いシリアルが詰められ、別の一部の箱では若干少なく詰められているとする。全体として500グラムを平均とする確率分布になっている。ここで、機械の磨耗などの何らかの変化が生じると、その確率分布も変化する。例えば、磨耗が激しくなって箱に詰めるシリアルの量が増えたとする。このような変化に気づかないでいると、コストが増大していることに気づかずにシリアルが増量された製品が出回ることになる。この場合、コスト増大は実質的な製品の値下げという形で現れるが、一般には再加工や廃棄によってコストが増大する。
適切な時に工程に変化をもたらす事象を捉えるため、製造ライン毎に責任を持つ品質管理者またはチームが置かれ、変化の原因を探り、問題を解決する。
SPC ではどのタイミングで何をすべきかを示すと同時に、何もすべきでない時期も示す。例えば、ある人が体重を一定に保つために週に1回体重を量っているとする。SPC を知らない人は体重が増える度にダイエットを始め、体重が減る度にたくさん食べるだろう。このような対応はかえって体重の変動を大きくする。SPC の手法に従えば、体重の変化を小さくかつ緩やかになるように制御できる。
1989年に、米カーネギーメロン大学ソフトウェア工学研究所(SEI)はSPCの概念を非製造業、つまり、ソフトウェア工学プロセスCapability Maturity Model (CMM)に導入した。このアイデアは今もCMMIのレベル4とレベル5に存在する。しかし、SPCという考え方はソフトウェア工学のような非反復、知識集約型のプロセスに適用する妥当性について、今まだ異論がある。